# Осквернитель праха (фильм)
«Осквернитель праха» — фильм Кларенса Брауна. В главных ролях снимались Дэвид Брайан, Клод Джарман и Хуано Эрнандес. Фильм основан на романе «Осквернитель праха» Уильяма Фолкнера.

## Сюжет
Сюжет фильма в целом идентичен сюжетной линии романа Фолкнера. Он рассказывает историю Лукаса Бичема, темнокожего фермера, несправедливо обвиненного в убийстве белого человека. Фильм снят на родине Фолкнера, в городе Оксфорд, штат Миссисипи.

## Прием

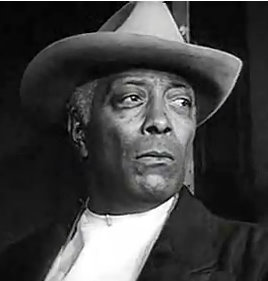
Хуано Эрнандес в роли Лукаса Бичема

По данным MGM Records фильм принес $ 643 000 в США и Канаде и $ 194 000 в других странах, итого в $ 837 000.
За роль в этом фильме Хуано Эрнандес был номинирован на премию Золотой глобус в номинации «Новая Звезда года». Фильм был назван одним из десяти лучших в году по мнению Нью-Йорк Таймс. Фолкнер сказал о фильме: «Я не частый посетитель кинотеатров, но этот фильм я видел. Я думаю это хорошая работа. Хуано Эрнандес прекрасный актер, и человек тоже»
Более 50 лет спустя, в 2001 году, историк кино Дональд Богл (en:Donald Bogle) писал, что «Осквернитель праха» открыл новые пути в кинематографическом изображении чернокожих, а «игра Эрнандеса и его и исключительная наружность по прежнему стоя́т выше практически всех других чернокожих актеров появлявшихся в американских фильмах».

## В ролях
- Девид Брайан — Гэвин Стивенс
- Клод Джарман — Чик Мэллисон
- Хуано Эрнандес — Лукас Бичем
- Портер Холл — Наб Гаури
- Элизабет Паттерсон мисс Хэбершем
- Чарльз Кемпер — Кроуфорд Гаури
- Уилл Гир — шериф Хэмптон
- Девид Кларк — Винсон Гаури
- Элзи Эмануэль — Алек
- Лела Блисс — миссис Мэллисон
- Гарри Хэйден — мистер Мэллисон
- Гарри Энтрим — мистер Таббс
- Джеймс Кирквуд — осуждённый (в титрах не указан)